# Wilmington Grand Prix
Le Wilmington Grand Prix est une course cycliste américaine disputée à Wilmington, dans l'État du Delaware. 
L'édition 2020 est annulée en raison du contexte sanitaire lié à la pandémie de Covid-19.

## Palmarès

### Hommes Élites
| Année     | Vainqueur       | Deuxième              | Troisième         |
| --------- | --------------- | --------------------- | ----------------- |
| 2008      | Scott Zwizanski | David Veilleux        | Tyler Wren        |
| 2009      | Zachary Bell    | Lucas Sebastián Haedo | Jake Keough       |
| 2010      | Aníbal Borrajo  | Luis Amarán           | Jonathan Clarke   |
| 2011      | Jake Keough     | Kyle Wamsley          | Ben Chaddock      |
| 2012      | Demis Alemán    | Hilton Clarke         | Ben Chaddock      |
| 2013      | Luke Keough     | Hilton Clarke         | Shane Kline       |
| 2014      | Bradley White   | Andrés Alzate         | Bobby Lea         |
| 2015      | Bradley White   | Karl Menzies          | Stephen Hyde      |
| 2016      | Bradley White   | Michael Stoop         | Clay Murfet       |
| 2017      | Justin Mauch    | Philip Short          | Shane Kline       |
| 2018      | Luke Mudgway    | Noah Granigan         | William Cooper    |
| 2019      | Thomas Gibbons  | Scott McGill          | Shane Kline       |
| 2020-2021 | non disputé     | non disputé           | non disputé       |
| 2022      | Scott McGill    | Daniel Uhranowsky     | Taylor Warren     |
| 2023      | Thomas Gibbons  | Adam Myerson          | Sam Smith         |
| 2024      | Marcos Méndez   | Robert Strobel        | Mateo García      |
| 2025      | Henry Neff      | Jack Diemar           | Luke Elphingstone |

### Femmes Élites
| Année     | Vainqueur            | Deuxième          | Troisième          |
| --------- | -------------------- | ----------------- | ------------------ |
| 2008      | Laura McCaughey      | Laura Van Gilder  | Jennifer McRae     |
| 2009      | Laura Van Gilder     | Belinda Goss      | Catherine Cheatley |
| 2010      | Laura Van Gilder     | Kacey Manderfield | Jennifer Purcell   |
| 2011      | Kristin Sanders      | Laura Van Gilder  | Edita Janeliūnaitė |
| 2012      | Lindsay Bayer        | Laura Van Gilder  | Erica Allar        |
| 2013      | Kelly Fisher         | Jessica Prinner   | Mary Zider         |
| 2014      | Tina Pic             | Erica Allar       | Laura Van Gilder   |
| 2015      | Tina Pic             | Lauretta Hanson   | Joëlle Numainville |
| 2016      | Samantha Schneider   | Jessica Prinner   | Marie-Soleil Blais |
| 2017      | Marlies Mejías       | Peta Mullens      | Tina Pic           |
| 2018      | Valentina Scandolara | Laura Jorgensen   | Christian Smith    |
| 2019      | Peta Mullens         | Rebecca Wiasak    | Samantha Schneider |
| 2020-2021 | annulé               | annulé            | annulé             |
| 2022      | Colleen Gulick       | Danielle Morshead | Stephanie Halamek  |
| 2023      | Kimberly Stoveld     | Grace Arlandson   | Laura Van Gilder   |
| 2024      | Emma Betuel          | Emily Singleton   | Kimberly Stoveld   |
| 2025      | Arielle Verhaaren    | Bryony Botha      | Kimberly Stoveld   |